# 요코스카정 (시즈오카현)
요코스카정(横須賀町)은 시즈오카현의 서부, 오가사군에 속해있던 정이다. 현재의 가케가와시에 해당한다.

## 역사
- 1889년 4월 1일 - 정촌제 시행에 의해 기토군 요코스카촌이 성립하였다.
- 1896년 4월 1일 - 군 개편에 의해 오가사군에 속하게 되었다.
- 1914년 5월 1일 - 정으로 승격해 요코스카정이 되었다.
- 1956년 6월 1일 - 오부치촌과 합병해, 오스카정이 성립하여, 동일 요코스카정은 폐지되었다.

## 교통

### 철도
- 시즈오카 철도
  - 슨엔선

### 도로
- 국도 제150호선

## 교육기관

### 고등학교
시즈오카 현립 요코스카 고등학교

### 중학교
정립의 중학교(명칭 불명<! -- 요코스카정립 요코스카 중학교? -->)(현-가케가와시립 오스카 중학교)

### 小学校
요코스카정립 요코스카 초등학교(현 가케가와 시립 요코스카 초등학교)

## 참고문헌
- 『가도카와 일본 지명 대사전 22 静岡県』。